# وسام الثقافة والعلوم والفنون الفلسطيني
وسام الثقافة والعلوم والفنون الفلسطيني هو أحد أرفع الأوسمة الفلسطينية، وهو الوسام الذي يمنحه الرئيس الفلسطيني للمثقفين والكتاب والأدباء والشعراء والمفكرين والعلماء والفنانين الفلسطينيين والأجانب، والمؤسسات، والذين قدموا أعمالًا جليلة لدولة فلسطين.

## التاريخ
استحدثت دولة فلسطين وسام الثقافة والعلوم والفنون الفلسطيني استكمالًا لوسام القدس للثقافة والفنون والآداب السابق والذي توقف العمل به.

## رتب الوسام
يقسم وسام الثقافة والعلوم والفنون الفلسطيني إلى أربعة درجات:
- وسام الثقافة والعلوم والفنون من درجة «النجمة الكبرى».[5]
- وسام الثقافة والعلوم والفنون من درجة «التألق».[5]
- وسام الثقافة والعلوم والفنون من درجة «الإبداع».[5]
- وسام الثقافة والعلوم والفنون من درجة «الابتكار».[5]

| وسام الثقافة والعلوم والفنون من رتبة "النجمة الكبرى" | وسام الثقافة والعلوم والفنون من رتبة "التألق" |
| ---------------------------------------------------- | --------------------------------------------- |
|                                                      |                                               |
|                                                      |                                               |

| وسام الثقافة والعلوم والفنون من رتبة "الإبداع" | وسام الثقافة والعلوم والفنون من رتبة "الابتكار" |
| ---------------------------------------------- | ----------------------------------------------- |
|                                                |                                                 |
|                                                |                                                 |

## أبرز الحائزين على الوسام
- محمد حسيب القاضي (2014).[6]
- عبد الكريم الكرمي (2015).[7]
- فتحي غبن (2015).[8]
- نور الشريف (2015).[9]
- هارون هاشم رشيد (2016).[10]
- غريب عسقلاني (2016)[11]
- عبد الرحمن المزين (2016).[12]
- هاني شاكر (2017).[13]
- شكران مرتجى (2019).[14]
- مروان مخول (2019).[15]
- سلمى الخضراء الجيوسي (2019). [16]
- زياد عبد الفتاح (2020).[17]
- حاتم علي (2021).[18]
- حسن البطل (2021).[19]
- علي فوده (2021)
- علاء عبد الهادي (2022). [20]
- لينا مرواني (2022).[21]
- عمرو حمدي (2022).[22]
- أشرف أبو الهول (2022).[23]
- عبدالله تايه (2022).[24]
- شكري عراف (2023).[25]
- شريف كناعنة (2023).[26]
- نغوين كوانغ تهيوو (2023).[27]
- يحيى الفخراني (2023).[28]
- ميلتون حاطوم (2025).[29]
- غوستافو بيريرا (2025).[30]